# Роберт Стангланд
Роберт Стангланд (енгл. Robert Stangland; Њујорк, 5. октобар 1881 — Њујорк, 15. децембар 1953) бивши је амерички атлетичар, специјалиста за скок удаљ и троскок. Студирао је на Универзитету Колумбија. Током студија је играо и фудбал. После дипломирања, као инжењер, обављао је саветодавне услуге.
Године 1904. је на првенству победио у скоку удаљ резултатом 7,17 метара, али није успео да понови овај резултат исте године на Олимпијским играма у Сент Луису. Био је трећи у скоку удаљ са резултатом 6,88 метара. Исто место заузео је и у троскоку са личним рекордом — 13,36 метара.